# Pfälzisches Erlebnis-Bibelmuseum

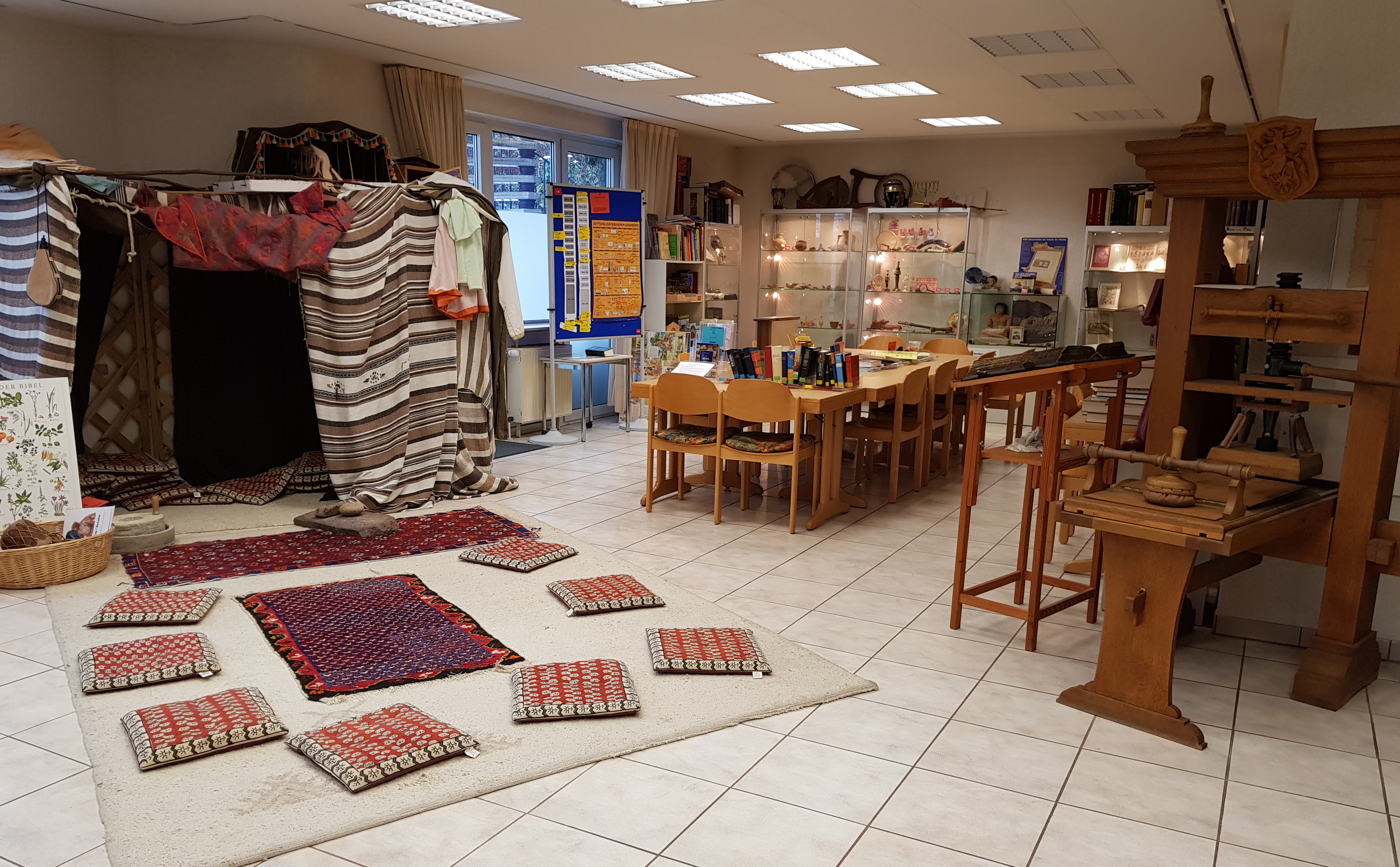
Die „Lernstraße Bibel“ des Museums

Das Pfälzische Erlebnis-Bibelmuseum (Eigenschreibweise: Pfälzisches ErlebnisBibelmuseum) in Neustadt an der Weinstraße (Rheinland-Pfalz) ist ein Museum, das sich der Bibel und ihrer Geschichte widmet. Das Museum wurde durch den evangelischen Theologen Michael Landgraf gegründet, Träger ist der Pfälzische Bibelverein e.V., die Bibelgesellschaft der Evangelischen Kirche der Pfalz.

## Geschichte
Das Museum befindet sich in der Stiftstraße 23 im sogenannten „Bibelhaus“. In diesem Gebäude haben auch der Pfälzische Bibelverein und das Amt für Religionsunterricht mit dem Religionspädagogischen Zentrum der Evangelischen Kirche der Pfalz ihren Sitz. Der Standort Neustadt wurde gewählt, weil dort 1579 die Neustadter Bibel entstand und 1915 der Pfälzische Bibelverein gegründet wurde. Das Bibelhaus besteht seit 1991, ab 1999 wurde mit dem Aufbau des Pfälzischen Erlebnis-Bibelmuseums begonnen und 2005 erfolgte die Aufnahme in den Museumsverband Rheinland-Pfalz.

## Präsentationen
Im herkömmlichen Museumsraum, der sogenannten „Bibel-Schatzkammer“, werden Exemplare und Fragmente von vorreformatorischen Bibelhandschriften und Drucken sowie von reformierten, lutherischen und katholischen Bibeln präsentiert. Dabei wird sowohl auf die regionale Geschichte der Bibelverbreitung in der Pfalz, wie auf die Geschichte der Bibelausgaben allgemein eingegangen. Eines der Exponate ist eine Prachtausgabe der Neustadter Bibel von 1594, die das Museum im Jahr 2019 erwarb. Mit den in Neustadt erschienenen Ausgaben von 1579 und der von David Pareus 1587/88 erstmals kommentierten Neustadter Bibel, sowie den Bibeln von Paul Tossanus und Johannes Piscator, die ebenfalls im Neustadter Umfeld entstanden, verfügt das Museum über einen umfangreichen Bestand reformierter Bibelausgaben der Blütezeit des Casimirianums.
Die Schatzkammer des Museums verfügt über Bibelhandschriften ab dem 11. Jahrhundert sowie Inkunabeln aus der Frühzeit des Bibeldrucks. Als umfangreiches Fragment liegt eine von Anton Koberger 1483 in Nürnberg gedruckte Bibel aus der Vorreformationszeit vor, die mit plastischen Holzschnitten aufwartet. Gezeigt wird auch „Luthers letzte Hand“ von 1545, die letzte Bibelausgabe, die zu Lebzeiten Martin Luthers von diesem eigenhändig mit Vermerken und Korrekturen versehen wurde. Ebenfalls wird die katholische Bibeltradition der Reformationszeit präsentiert. So sind ein Neues Testament von Hieronymus Emser aus dem Jahr 1529 sowie eine Bibel von Johannes Dietenberger, die erstmals 1533 erschienen ist, zu sehen. Eine Besonderheit ist die sehr seltene Evangelienharmonie des Jakob Beringer aus dem Jahr 1526, eine für Speyer gedruckte reformatorische Bibel.
Die Abteilung „Bibelarchäologie“ des Museums präsentiert archäologische Funde aus Israel, die den Alltag aus der Zeit zwischen 1200 vor und 100 nach Christus darstellen, beispielsweise Öllampen, Tongefäße, Schmuck, Werkzeuge, Waffen und Schreibutensilien. Experimentell können Besuchende Mühlsteine und Handmühlen sowie Musikinstrumente und Schreibwerkzeuge aus biblischer Zeit ausprobieren.

## Bibelerlebnis
In einem Raum des Museums werden in der „Lernstraße Bibelwelt“ Karten und Modelle gezeigt, auch werden archäologische Fundstücke und eine Tiegeldruckpresse ausgestellt. Hier stellt die Ausstellung die Geschichte der Bibel in Form von pädagogisch ausgerichteten Lernstationen dar, durch die vor allem Kinder und Jugendliche aktiv einbezogen werden. Das Museum bietet die Möglichkeit, Kleidung aus der jeweiligen Zeit anzuziehen, Spiele aus biblischer Zeit auszuprobieren oder in einem mittelalterlichen Skriptorium mit Federn zu schreiben. Gedruckt werden kann mit einem Nachbau einer Tiegeldruckpresse, wie Johannes Gutenberg sie verwendete.